# Bohuslav Vojta
Bohuslav Vojta (* 29. listopadu 1953) je bývalý český fotbalista, defenzivní záložník a obránce.

## Hráčská kariéra
S dorostenci českobudějovické Igly se stal v sezoně 1971/72 mistrem ČSR a vicemistrem Československa (za vítězným Slovanem Bratislava). Do Plzně přišel z Igly České Budějovice v létě 1974. Za Škodu Plzeň hrál do roku 1981, s výjimkou sezóny 1977/78, kdy se po zranění rozehrával na hostování v ČSAD Plzeň. Z Plzně přestoupil v roce 1981 do Slovanu Liberec. Jediný ligový gól dal při svém debutu proti Zbrojovce Brno. Jeho kariéru negativně ovlivňovala častá zranění.

## Ligová bilance
| Ročník                                   | Zápasy | Góly | Klub           |
| ---------------------------------------- | ------ | ---- | -------------- |
| 1. československá fotbalová liga 1974/75 | 11     | 1    | Škoda Plzeň    |
| 1. československá fotbalová liga 1975/76 | 25     | 0    | Škoda Plzeň    |
| 1. československá fotbalová liga 1976/77 | 6      | 0    | Škoda Plzeň    |
| 1. československá fotbalová liga 1978/79 | 5      | 0    | Škoda Plzeň    |
| 1. československá fotbalová liga 1979/80 | 9      | 0    | Škoda Plzeň    |
| Česká národní fotbalová liga 1981/82     | 6      | 0    | Slovan Liberec |
| CELKEM 1. liga                           | 56     | 1    |                |